# Rohrbach (Svizzera)
Rohrbach (toponimo tedesco) è un comune svizzero di 1 469 abitanti del Canton Berna, nella regione dell'Emmental-Alta Argovia (circondario dell'Alta Argovia).

## Monumenti e luoghi d'interesse

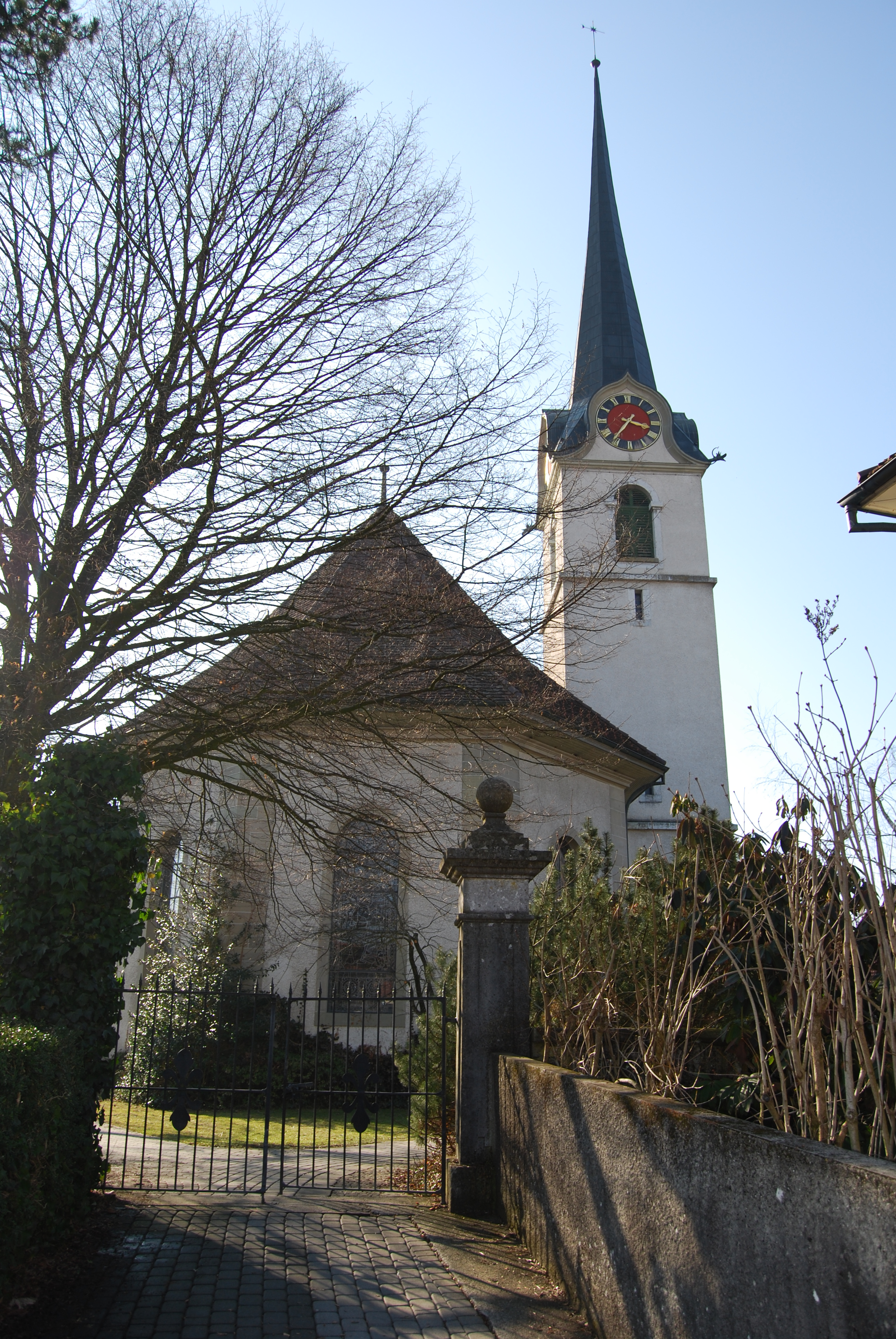
La chiesa riformata

- Chiesa riformata (già di San Martino), attestata dal 795 e ricostruita nel 1738[1];
- Castello di Altburg, eretto nel Medioevo[1].

## Società

### Evoluzione demografica
L'evoluzione demografica è riportata nella seguente tabella:
Abitanti censiti

## Infrastrutture e trasporti

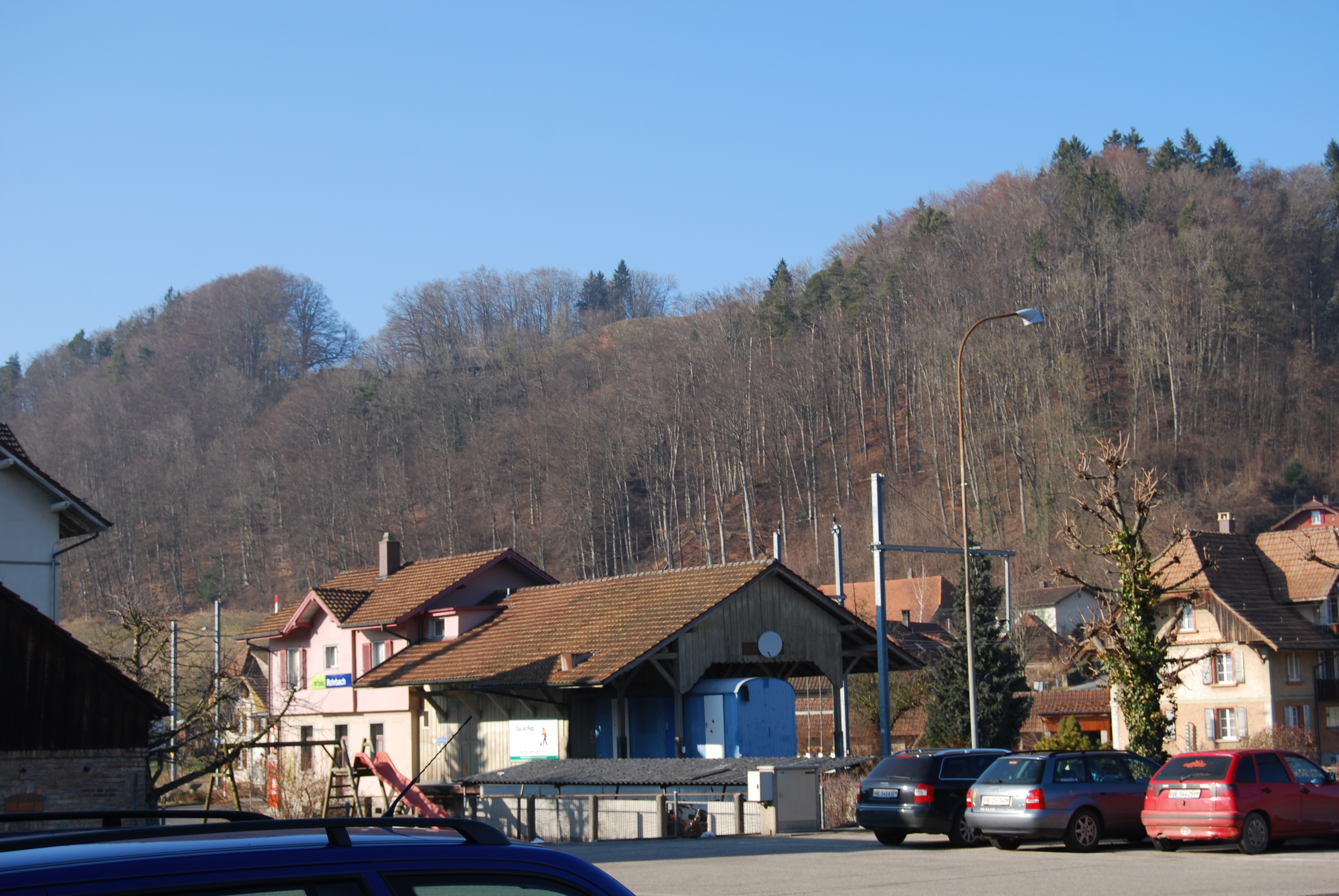
La stazione di Rohrbach

Rohrbach è servito dall'omonima stazione sulla ferrovia Langenthal-Huttwil.

## Amministrazione
Ogni famiglia originaria del luogo fa parte del cosiddetto comune patriziale e ha la responsabilità della manutenzione di ogni bene ricadente all'interno dei confini del comune.